# Noordresidentie
De Noordresidentie of Residentie Noord (Frans: Résidence Nord) is een woontoren in de gemeente Schaarbeek, gelegen aan de Vooruitgangstraat en de Gaucheretstraat, vlak bij het station Brussel-Noord. De bouw startte in 1972, de uiteindelijke oplevering volgde in 1978. Daarmee geldt de toren als een van de eerste realisaties binnen de Brusselse Noordruimte. De toenmalige burgemeester Roger Nols stemde toe in de bouw van het complex in het kader van het Manhattanplan uit 1967. De realisatie gebeurde door het Antwerpse bouwbedrijf Amelinckx. Het gebouw huisvestte ook een tijdlang, tot aan het faillissement in 1986, het Brusselse hoofdbureau van dat bedrijf. Het gebouw heeft 28 verdiepingen (en een begane grond), goed voor een hoogte van ongeveer 82 meter. Het is hiermee de vierde hoogste woontoren van Brussel. De toren heeft 322 wooneenheden en ongeveer 750 inwoners, daarnaast voorziet het in kantoorruimte. Het bewonerspubliek van zowel huurders als eigenaars wordt gekenmerkt door zijn grote diversiteit. Centraliteit en betaalbaarheid trekken mensen en gezinnen van alle leeftijden en nationaliteiten aan zonder dat één bepaalde groep de overhand neemt.
De voorschriften inzake het Manhattanplan zijn nog steeds duidelijk merkbaar in de geleding van het gebouw. Het dak van de 13 meter hoge sokkel is gebouwd als een esplanade die via voetgangersbruggen verbonden zou worden met de omliggende torens. De huidige hoofdingang op de begane grond is om die reden ook minder groot dan de inkomhallen op het niveau van de esplanade. Het straatniveau zou voorbehouden blijven aan gemotoriseerd verkeer. Auto's dienen het gebouw in te rijden aan de Vooruitgangstraat om vervolgens naar de garages te rijden op de eerste verdieping.
De tweede en derde verdieping huisvesten, net als de begane grond, samen ongeveer 8.000 m² kantoren. Op de vierde verdieping, de esplanade, bevinden zich de technische ruimten en conciërgewoningen. Vanaf de vijfde verdieping is de toren opgesplitst in een deel 'Vooruitgang' en een deel 'Gaucheret'. Ieder deel heeft 161 appartementen (zeven per verdieping). Men onderscheidt hierin drie typen (type 'studio', type '1 slaapkamer' en type '2 slaapkamers').
Op het voormalige grasveld naast de Residentie Noord I was oorspronkelijk een Residentie Noord II gepland. Doordat het Manhattanplan uiteindelijk enkel uitvoering kreeg op het gebied van kantoren, het meest lucratieve segment van het plan, bleef de Noordresidentie een van de weinige woontorens binnen de Noordruimte. Het terrein voor de tweede toren bleef dan ook meer dan 30 jaar braak liggen – het werd later ingericht als parkje. In 2011 werden op dezelfde plek een laag appartementengebouw, kantoren en een crèche geopend. Samen met dit initiatief krijgt ook de toren zelf tussen 2011 en 2014 een opfrissing met onder andere een nieuwe verflaag in lichtblauwe kleur.